# Стейтен-Айленд
40°34′19″ пн. ш. 74°08′49″ зх. д. / 40.571944444444° пн. ш. 74.146944444444° зх. д.
Стейтен-Айленд (англ. Staten Island, МФА: [ˌstætənˈaɪlənd]) — округ (боро) у місті Нью-Йорк штату Нью-Йорк у США, п'ятий за чисельністю населення серед округів міста (близько 468 тис. осіб). Найбільш територіально віддалений від центра і найменш населений з усіх районів Нью-Йорка. Найпівденніша частина штату Нью-Йорк; територіально збігається з округом Річмонд і тому аж до 1975 року називався Округ Річмонд (англ. Borough of Richmond). Став міським районом Нью-Йорка в 1898 році.

## Історія
Перший контакт європейців з островом і його жителями був зареєстрований у 1524 році: Джованні да Верраццано відвідав острів, перепливши через протоку Нарроуз (англ. the Narrows). У 1609 році Генрі Гудзон оголосив острів голландською торговельною територією, назвавши його Статен Ейландт (нід. Staten Eylandt) на честь парламенту Північнонідерландської конфедерації — Генеральних штатів (нід. Staten-Generaal).
І хоча першу голландську угоду про нову колонію Нідерландів було підписано на Мангеттені в 1620 році, Стейтен-Айленд залишався неколонізованим голландцями протягом багатьох десятиліть. У 1639-1655 роках голландці зробили три спроби встановити постійний контроль над островом, але кожного разу ці спроби зазнавали поразки через конфлікти з місцевими індіанськими племенами.
Лише в 1661 році в селищі Ауде Дорп (нід. Oude Dorp — «Старе село») вперше було встановлено угоду про постійне голландське володарювання, але лише на південь від Нарроуз — недалеко від району Південного пляжу (South Beach), де проживала невелика група валлонів і гугенотів, вихідців з Нідерландів.
З 1947 року на Стейтен-Айленді знаходилося міське звалище, яке закрилося лише у 2001 році. Зараз ведуться роботи з рекультивації для створення зон відпочинку і розваг.
Стейтен-Айленд вважається «спальним» районом Нью-Йорка. У порівнянні з іншими районами (Бронксом, Брукліном, Мангеттеном і Квінзом), життя тут спокійніше: до 1960 року в південній частині острова розташовувалися фермерські господарства. Після побудови моста Верразано, який зв'язав Стейтен-Айленд з Брукліном, почалося його активне заселення. На вулицях стало більше транспорту, дорожніх пробок, аварій і дорожніх робіт. 
Про деякі нюанси життя на цьому острові в 2009 році режисером Джеймсом ДеМонако було знято художній фільм «Стейтен-Айленд» (англ. Staten Island).

## Географія
Стейтен-Айленд займає 151,5 км² суші (включаючи п'ять дрібних острівців), і 114,5 км² припадає на акваторію. Острови Стейтен-Айленд і Лонг Айленд розділяє протоку Нарроуз, а від «великої землі» — штату Нью-Джерсі — Стейтен-Айленд відділений протоками Артур-Кілл (англ. Arthur Kill) і Кілл Ван Кулл (англ. Kill Van Kull).
Острів сполучений з Нью-Джерсі мостами Байон (англ. Bayonne Bridge), Аутербрідж Кроссінг (англ. Outerbridge Crossing) і Готалз (англ. Goethals Bridge), а Брукліном — мостом Верразано, одним з найбільших висячих мостів у світі.
Найвища точка острова знаходиться на Тодт-Хілл (Todt Hill — від нід. «Мертвий пагорб»); там розташовується Моравське кладовище. У 1960 році в місті йшли бурхливі дебати з приводу організації на Стейтен-Айленді природної території під охороною. У результаті була створена найбільша в Нью-Йорку паркова зона — Ґрінбелт (англ. Greenbelt — «Зелений пояс»). Стейтен-Айленд називають «легенями Нью-Йорку»: за кількістю зелені і природних місць відпочинку район займає перше місце в місті.

## Демографія
Населення острова налічує 468,7 тисячі жителів (+5.6 % в порівнянні з 2000), з яких понад 12 тисяч (за іншими джерелами — понад 50 тисяч) — російськомовні іммігранти. Найбільша національна меншина — італійці (понад 167 тисяч осіб).
Згідно з опитуванням 2009 року, населення Стейтен-Айленду складається з 75,7 % білих, 10,2 % афроамериканців, 0,2 % американських індіанців і корінних жителів Аляски, 7,4 % азійців та 4,6 % іншої раси. Вихідці з Латинської Америки або латиноамериканці будь-якої раси становлять 15,9 % населення.
За даними опитування, до першої десятки за походженням належать:
- Італійці: 34,7 %
- Ірландці: 14,2 %

- Німці: 5,7 %
- Росіяни: 3,8 %
- Поляки: 3,4 %
- Англійці: 1,6 %
- Українці: 1,3 %
- Норвежці: 1,0 %
- Греки: 1,0 %
- Французи: 0,9 %

Віковий розподіл населення поданий у таблиці:
| Стать    | До 15 років | 15-21 | 22-29 | 30-39 | 40-49 | 50-65 | 65-85 | Понад 85 |
| -------- | ----------- | ----- | ----- | ----- | ----- | ----- | ----- | -------- |
| Чоловіки | 48726       | 20626 | 22731 | 34676 | 33411 | 33957 | 18691 | 1667     |
| Жінки    | 46227       | 19264 | 22997 | 36438 | 35731 | 37511 | 26586 | 4489     |

## Відомі особистості
У районі народилися:
- Корнелій Вандербільт (1794—1877) — магнат, бізнесмен і філантроп;
- Філліс Аллен (1861—1938) — американська комедійна акторка німого кіно;
- Едвард Платт (1916—1974) — американський актор;
- Роберт Лоджа (1930—2015) — актор США;
- Ден Донован (* 1956) — американський політик;
- Інгрід Майкельсон (*1979) — співачка інді-поп і авторка пісень.

## Громадський транспорт
- Стейтен-Айленд обслуговується місцевими автобусними маршрутами. Два маршрути пов'язують острів Стейтен-Айленд з Брукліном, а також 28 автобусів експрес-маршрутів — з Мангеттеном.
- На Стейтен-Айленді з північного сходу на південний захід проходить лінія міського потягу з більш ніж двома десятками станцій, на якій використовуються потяги та система оплати як у метро. Розглядаються проєкти з перетворення дієвих і покинутих залізничних ліній острова у дві лінії швидкісного трамвая.
- Безплатна поромна переправа «Стейтен-Айленд Феррі» пов'язує острів з Мангеттеном; інтервал руху поромів — близько пів години.
- Автобуси, міський потяг і пором Стейтен-Айленда управляються єдиною нью-йоркською транспортною компанією MTA.